# Countess M
La Countess M era una nave traghetto appartenuta con questo nome alla compagnia greca Marlines dal 1986 al 2000.

## Servizio
Costruita nel 1967 con il nome di Leopard, entrò in servizio insieme alla gemella Dragon per la P&O nella Manica. Nel 1985 fu venduta alla rivale Townsend Thoresen, ma dopo un solo anno di servizio per questa compagnia fu messa in vendita e acquistata, a giugno 1986, dalla greca Marlines. Prima di entrare in servizio in Grecia, il traghetto fu sottoposto a importanti lavori di ristrutturazione, durante i quali fu costruita una terrazza di prua dove fu collocata una piscina e a poppa furono aggiunte nuove sistemazioni per i passeggeri. Finiti i lavori la nave, rinominata Countess M, entrò in servizio tra Ancona, Igoumenitsa e Patrasso. 
La Countess M rimase su questa linea, con poche variazioni, fino al 1994, quando lo scalo italiano fu spostato a Bari; l'anno successivo ritornò sulla linea da Ancona, passando nel 1996 a un collegamento tra il Pireo, Cipro e Israele, servizio non ripetuto l'anno successivo. Immessa di nuovo sulla linea tra Bari, Corfù e Igoumenitsa, ci rimase fino al 1998, anno nel quale la nave fu fermata nella baia di Eleusi. Rinominata per breve tempo Sidon nel 2000, venne poi venduta alla Five Stars Lines, che la impiegò nel collegamento tra Igoumenitsa e Brindisi con il nome di Dimitra A. Nel 2001 e nel 2002 fu noleggiata alla Mega Star Lines per la stagione estiva, collegando Brindisi con il porto turco di Çeşme, prima con il nome di Mega I e poi come Talya I.
Nel 2003, tuttavia, non entrò in servizio; venduta a demolitori indiani, arrivò sulle spiagge di Alang nel 2004.

## Navi gemelle
- Charm M